# 上海城市建設學院
上海城市建設學院是一所曾經位於中國上海市楊浦區赤峰路的全日制普通高等院校。1996年7月併入同濟大學。

## 校史
學院前身是1978年10月创建的同济大学建筑工程分校。
1985年1月經中華人民共和國教育部批准在同濟大學建築工程分校的基礎上建立上海城市建設學院（簡稱上海城建學院）。1988年1月通過上海市高等工科院校辦學水平評估，認定為合格的普通高等院校。
註：同濟大學建築工程分校與同濟大學無建制上的隸屬關係。